# Unidad Investigativa
Unidad Investigativa  fue una serie de televisión colombiana, creada por Gustavo Bolívar Moreno y producida por Fox Telecolombia. Más adelante, la transmisión del dramatizado pasaría a manos de RCN Televisión el cual la trasmitió de 1999 a 2003 y la repitió en 2009 y 2013.
Esta producción es considerada una de las mejores series de los años 2000. Abarca problemáticas de la sociedad latinoamericana, recreando historias de la vida real llenas de romance, drama, suspenso y absurdos.

## Temática
Su creador, Gustavo Bolívar Moreno, escribió en 1997 su primer libro titulado El candidato. En 1998 publicó El cacique y la reina, una denuncia contra el cantante Diomedes Díaz en cuyo apartamento fue asesinada una mujer de nombre Doris Adriana Niño. Al año siguiente ingresó a la televisión, precisamente, adaptando la historia de este crimen en un formato que se llamó Unidad investigativa y con el cual realizó 250 capítulos de docudramas de la vida real, principalmente de la historia reciente del país como la muerte de cinco candidatos presidenciales (Jaime Pardo Leal, Bernardo Jaramillo, Luis Carlos Galán, Carlos Pizarro y Álvaro Gómez Hurtado). También llevó a la pantalla chica los atentados que sufrieron tres ministros de Justicia (Rodrigo Lara Bonilla, Enrique Parejo González y Enrique Low Murtra),el asesinato del futbolista Andrés Escobar. En el año 1999 lanzó la serie Pandillas guerra y paz, con la que alcanzó el reconocimiento nacional. Gracias a la temática de Pandillas, realizó, con el patrocinio de la OIM (Organización Internacional para las Migraciones) nueve documentales cubriendo el mismo número de desarmes de pandilleros en diferentes ciudades. Procesos que él mismo dirigió y llevó a buen término. Por eso fue postulado al Premio Nacional de Paz por los pandilleros de Ciudad Bolívar en Bogotá.
Describió el Asalto al Banco de la República  en  Valledupar en el año 1994 considerado El Robo del Siglo.

## Sinopsis
Cuando la realidad supera la ficción ha entrado usted en los terrenos de "Unidad Investigativa", pues nuestra realidad sólo puede plantearse a través de la más exhaustiva investigación.
Los casos más sonados: los magnicidios en Colombia, los temas y conflictos que afectan a nuestra sociedad latinoamericana se muestran a la Teleaudiencia a través de la mejor crónica realizada en un ágil formato de dramatizados. El docudrama en un estado de máxima credibilidad.
Telecolombia, primera productora y programadora nacional realiza para el más destacado Canal de América Latina: RCN Televisión - Nuestra Tele "Unidad Investigativa", hechos reales llevados a la pantalla por un selecto grupo de periodistas y libretistas, cuenta con tres unidades móviles, más de 100 técnicos, un elenco diferente todos los días, locaciones reales y los mejores equipos de posproducción que hacen de "Unidad Investigativa" un programa que ha roto todos los esquemas en el concepto de la crónica.
La censura ha terminado por aceptar que una verdad y una realidad como la nuestra no se pueden ocultar; en "Unidad Investigativa" siempre estará presente la acción mas no la violencia donde los testimonios reales darán mayor veracidad a las historias que usted disfrutará en este espacio. El apoyo logístico y de archivo judicial por parte de las autoridades es también definitivo en esa búsqueda de la credibilidad, de la verdad.
"Unidad Investigativa" constituye además una voz de alerta para la ciudadanía; las nuevas estrategias de la delincuencia organizada son conocidas por nuestros periodistas y divulgadas a través de impactantes episodios que le permitirán a usted y a los suyos prevenirse de caer en el modus operandi del hampa.